# 新村站 (韩国铁道公社)
新村站（：／ Sinchon yeok */?）是京義·中央線沿線的一座地面車站，位於韓國首爾特別市西大門區新村洞。為了與首爾地鐵2號線的新村站區分，本站又被稱為「新村火車站」（신촌기차역）。
本站是首爾歷史最悠久的車站，舊站舍於1921年建成，比建於1925年的舊首爾站還要早5年，因此被指定為登錄文化財第136號。同時2006年7月12日在站舍後面新建了民營站舍，站務室部分拆去，移動到反方向保存至今。

## 車站構造
1面2線島式月台，當時設計為沒有待避線的月台。

### 月台配置
| ↑ 首爾  |
| ２１ \| |
| 加佐 ↓  |

| 月台 | 路線                   | 目的地         |
| ---- | ---------------------- | -------------- |
| 1    | ●首都圈電鐵京義·中央線 | 大谷、文山方向 |
| 2    | ●首都圈電鐵京義·中央線 | 首爾方向       |

## 车站周边
- 延世大学
- 梨花女子大学
- 延世大学医院

## 历史
- 1920年12月1日 - 落成使用。
- 2005年9月30日 - 货运列车停止停靠本站。
- 2006年7月12日 - 新站舍竣工。
- 2009年7月1日 - 首都圈电铁京义线开始使用本站。